# 范維順
范維順（英語：Jun Pham，1989年7月24日—），藝名Jun，越南男歌手、演員、作家，曾是越南藝人人才中介旗下男子團體365daband的成员，個人首張單曲《孤单》發行於2015年11月22日，現為solo歌手。 2015年以演员身份出道，并在《黃道十二宮：爱的五个步骤》中饰演角色。 2019年3月到2021年為越南綜藝節目《Running Man》的固定班底。

## 主要經歷
- 365daband于2010年作为5人男子團體正式出道，成员包括范維順、范劉俊才、吳重誠、阮俊英、阮高山石。後在2015年范維順以《孤单》首出个人单曲。
- 2016年赢得第四季《百变大咖秀（你的面孔看起来很熟悉）》的总冠军。
- 2019&2021年加入綜藝節目《Running Man》成為固定成員。

## 音乐作品
- Cô đơn／孤单 (2015年單曲)
- Tân thời／新时代 (2017年單曲)
- Đây là một bài hát vui／这是一首有趣的歌曲 (2019年單曲)

## 影视作品
- Vẽ đường cho yêu chạy／黃道十二宮：爱的五个步骤 (2015年電影)
- Tấm Cám chuyện chưa kể／糝𥽇：不为人知的故事 (2016年電影)
- Cô gái đến từ hôm qua／昨天的女孩 (2017年電影)
- Về quê đón tết／回乡过年 (2018年電影)
- 100 ngày bên em／阳光百日 (2018年電影)
- Hồn papa da con gái／爸爸的灵魂，女儿的身体 (2018年電影)
- Superstar Teacher / 小島大明星（2019年電影）